# Antonio Aige Pascual
Antonio Aige Pascual (Lleida, 14 de juny de 1922 - 21 d'agost de 2006) va ser un polític català, president de la Diputació de Lleida i governador civil durant el franquisme.
Llicenciat en dret per la Universitat de Barcelona, va exercir com a lletrat durant 12 anys en l'Organització Sindical de Lleida i va ser degà del Col·legi d'Advocats de Lleida.
Va ser president de la Diputació de Lleida i procurador en Corts. Va deixar el càrrec a la Diputació quan el 231 de maig de 1968 fou nomenat governador civil de la província de Logronyo. En 1971 fou nomenat governador civil de la província de Tarragona, càrrec que va ocupar fins al 9 d'abril de 1976.
Entre altres càrrecs, va ser president de l'Institut Nacional de Previsió, secretari general de la Caja de Ahorros y Monte de Piedad de Lleida i va presidir la Junta Delegada de la Quinta de Salut La Alianza i l'Institut d'Estudis Ilerdencs.
Entre altres condecoracions ha rebut la gran creu de l'Orde de Sant Ramon de Penyafort, l'Orde d'Alfons X el Savi, la gran creu de l'Orde del Mèrit Civil, l'Orde de Cisneros, l'Orde del Mèrit Agrari i fou cavaller de l'Orde de Sant Joan de Jerusalem.